# بيت الشعبى (فرع العدين)

تعديل مصدري - تعديل

بيت الشعبي محلة تابعة لقرية العرمة، التابعة لعزلة الاخماس بمديرية فرع العدين إحدى مديريات محافظة إب في الجمهورية اليمنية، بلغ تعداد سكانها 63 حسب تعداد اليمن لعام 2004.